# 祖国戦線 (オーストリア)
祖国戦線（そこくせんせん、オーストリア・ドイツ語：Vaterländische Front、VF ）は、オーストリア連邦国の右翼保守主義、オーストリア・ナショナリズム、およびコーポラティズムの支配政治組織である。無党派主義の運動を標榜し、政治的・社会的分裂を乗り越え、オーストリア国民全員の団結を目指したものだった。1933年5月20日、祖国戦線はキリスト教社会党総裁エンゲルベルト・ドルフースによって国内で唯一法的に認められた政党として設立された。後のイタリア・ファシズムのように 、人種思想は提唱しなかった。プロテスタントが支配するドイツの国家からオーストリアのカトリックの宗教的アイデンティティを保護することを根拠に、オーストリア・ナショナリズムとナチス・ドイツからの独立を提唱していた。
オーストリアのカトリック聖職者と強く結びついた祖国戦線は、ドルフースのキリスト教社会党、農民同盟、右翼の準軍組織の護国団を吸収した。これらはすべて、マルクス主義、レッセフェール資本主義、自由民主主義に反対するものばかりだった。それは権威主義的でコーポラティズム的な体制であるオーストリア連邦国を設立した。これはドイツ語でStändestaat （「企業国家」）として一般に知られている。祖国戦線によると、この政治形態と社会は、教皇ピウス11世の1931年の回勅クアドラジェジモ・アンノのカトリック社会教説を実践していた。戦線は、オーストリア共産党、オーストリア社会民主党（1934年の2月内乱で戦った）、オーストリアのドイツへの併合を望んでいたドイツ国家社会主義労働者党を含むすべての政敵を禁止し、迫害した。ドルフース首相は、1934年7月にナチスによって暗殺された。VFのリーダーおよびオーストリア首相の座はクルト・シュシュニックに引き継がれた。彼はナチスによって、1938年3月11日に辞任を余儀なくされるまでオーストリアを統治していた。翌日、オーストリアはナチスドイツに併合された。
祖国戦線は、ドイツの歓喜力行団と同様に、「ニューライフ」 （Neues Leben）と呼ばれる文化・娯楽組織を維持していた。祖国戦線には、当時オーストリアで活動していたユダヤ人防衛準軍組織の中で最大の「ユダヤ人戦線兵士連盟」（ Bund Juedischer Frontsoldaten ）が組み込まれていた。
祖国戦線の役割は、戦後のオーストリアの歴史学において論争の的となっている。多くの歴史家は、祖国戦線をオーストリアとカトリック教会のファシズムの一種「オーストロファシズム」と呼び、オーストリアの自由民主主義の失敗の原因と考えるが、保守派の著者は、国の独立とナチズムへの反対を守るための功績を強調している。

## 支持と反対の基盤
戦線の目的は、すべての政党、社会的・経済的利益団体（労働組合を含む）に代わって、すべてのオーストリア人を統合することだが、社会の特定の部分からしか支持されなかった。VFは主にカトリック教会、オーストリアの官僚機構、軍隊、地主と農民の両方を含む農村人口のほとんど （オーストリア西部にその重心があった）、ハプスブルク王朝への一部の忠誠者、そしてウィーンの大規模なユダヤ人コミュニティの重要な部分によって支えられていた。VFは、ほとんどのVFリーダーがメンバーであった英語圏の国の同窓会びいきと同様のネットワークを維持しているカトリック・ドイツ学友会連合と強く結びついていた。
戦線は統一勢力と自認していたが、実際には、オーストリア・ナチスと社会民主党の両方から反対された。後者の支持は、ウィーンや工業都市に集中しており、組合員と、2月内乱によって数日で崩壊した党の準軍事組織である共和国保護同盟からのものだ。オーストリア・ナチスは、当時オーストリアの既存の汎ゲルマン主義運動を支配しており、公務員や公共部門の労働者、専門家、教師、学生など、世俗的な都市の中産階級と下層階級の一部から支持されていた。しかし、ドイツのような大衆的な支持は得られなかった。

## 歴史
第一次世界大戦と1919年のサン＝ジェルマン条約によるオーストリア＝ハンガリー帝国の解体後、オーストリア第一共和国の運命を支配したのは、オーストリア社会民主党、キリスト教社会党、大ドイツ人民党と農民同盟といった政治陣営であった。 1921年以降、キリスト教社会党は大ドイツ人民党とともに連立政権を形成した。カトリック社会教説の提唱者であるイグナーツ・ザイペル首相は、教皇レオ13世の回勅レールム・ノヴァールム （1891）と教皇ピウス11世のクアドラジェジモ ・アンノ （1931）に基づいて、議会内閣制を超える国家コーポラティズムのアイデアを提唱した。

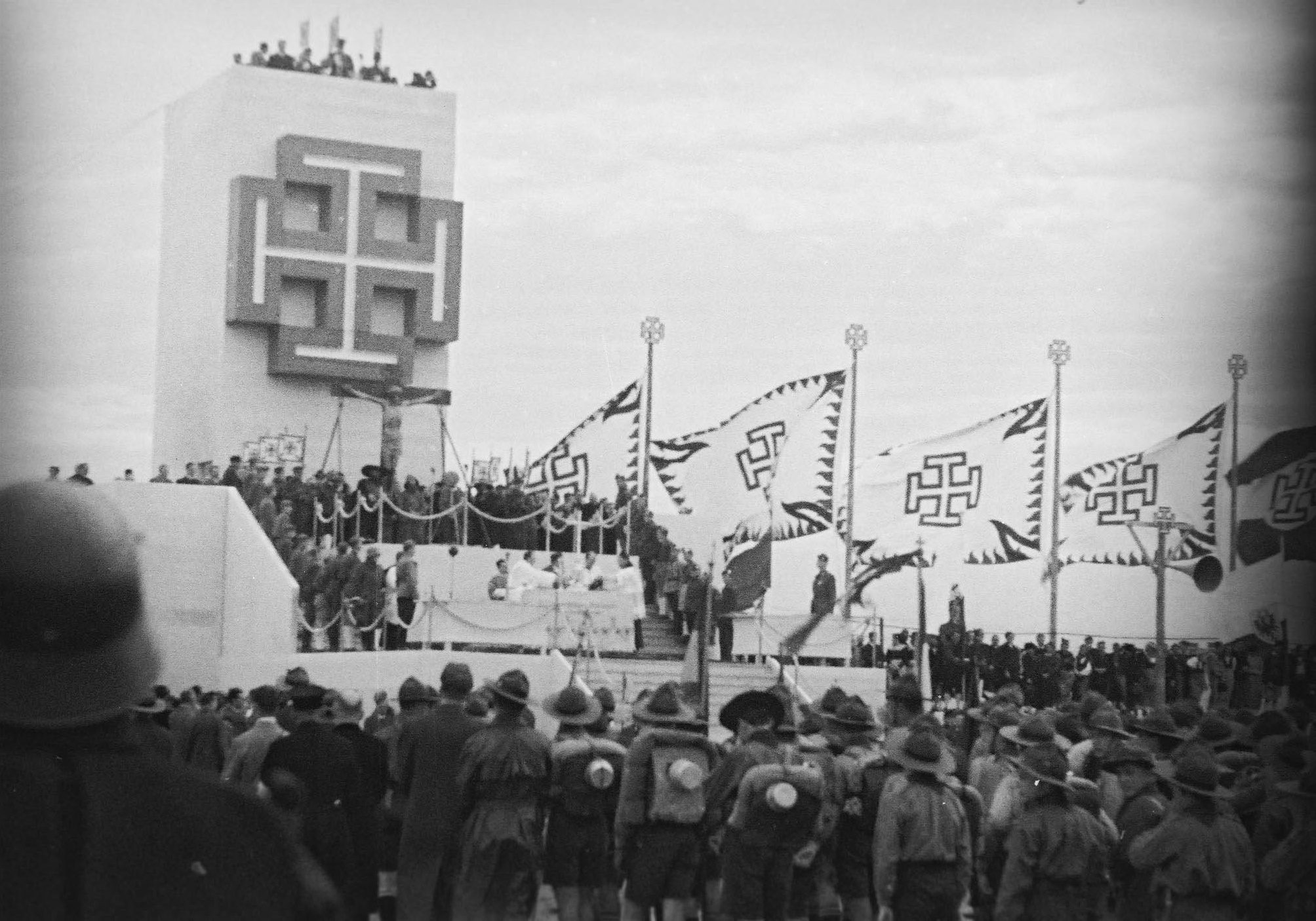
1936年10月18日、ウィーンで行われた祖国戦線の集会

### 創造
1932年5月10日、キリスト教社会党の政治家エンゲルベルト・ドルフースは、ヴィルヘルム・ミクラス大統領からオーストリア首相に任命された。ドルフースは、農民同盟と準軍事組織の護国団の政治組織であるハイマートブロックとともに、別の右翼政権を結成した。彼は緊急命令による議会での政府のわずかな多数を超え始め、1933年3月15日にはついに国民評議会の開催を阻止した。 その2か月後、ドルフース首相は、キリスト教社会党、護国団、その他の右翼団体を統合して「祖国戦線」を設立し、すべての「忠実なオーストリア人」を一つの旗の下に集めることを目的とした。
1933年5月30日、政府は社会民主党の準軍事組織である共和国防衛同盟を禁止し、共産党とオーストリア・ナチス党もまもなく禁止された。 1934年2月12日以降、残りのシュッツバンド軍は解散に反対し、護国団とオーストリア軍を相手にオーストリア内乱を引き起こした。抑圧後、社会民主党も違法とされ、解党した。ウィーン市長のカール・ザイツなど、社会民主党の幹部は退陣し、VFの政治家に取って代わられた。

### 企業国家
5月1日、オーストリア連邦国はVFの権威主義的指導の下で一党独裁国家となった。以後、VFは、民間と軍事の両部門を擁し、オーストリアの政治において独占的な地位を占めるようになった。ドルフースは、1934年7月25日のナチス7月一揆で暗殺されるまで、その紛れもない指導者であり続けた。後任にはエルンスト・リュディガー・シュターレンベルクに引き継がれ、VFの同僚である法務大臣クルト・シュシュニックが首相になった。

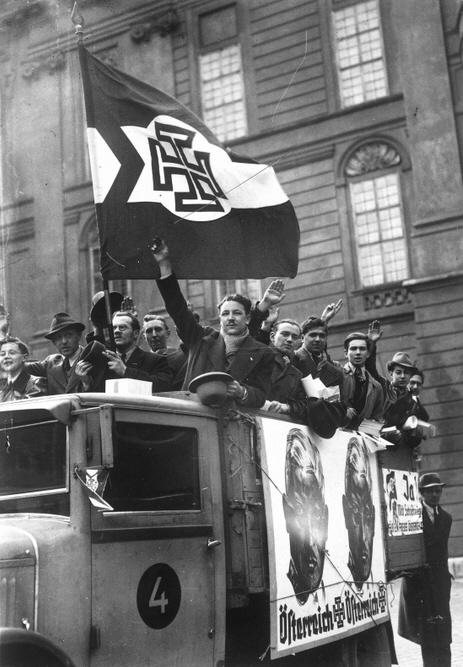
オーストリア独立を訴えるシュシュニック支持者(ポスターに写っている)と彼らを乗せたトラック(1938年3月、アンシュルス直前)

1936年、シュシュニックはVFの指導者も引き継いだ。戦線は公法上の法人とされ、オーストリアで唯一の合法的な政治組織となった。そのシンボルは松葉杖の十字架（ Kruckenkreuz ）であり、公式の挨拶はÖsterreich！  （「オーストリア！」）またはFront heil！ 。党旗は2番目のオーストリアの国旗として採用された。VFは幹部に対して加入が義務付けられていたが、大衆運動になることはなかった。 1937年末には300万人の党員 （オーストリアの住民は650万人）を擁していたが、社会民主党やオーストリア・ナチスのような政敵からの支持を得ることはできなかった。

### アンシュルス
シュシュニックは、オーストリア人がドイツ人であること、オーストリアが「ドイツ国家」であることを認めていたが、彼はアンシュルスに強く反対し、オーストリアがドイツから独立し続けることを熱心に望んでいた。
シュシュニック政権は、オーストリア出身のアドルフ・ヒトラー率いる、強力な隣国ナチスドイツからの圧力の高まりに直面することになった。イタリアの独裁者ベニート・ムッソリーニがドイツのナチスと和解したとき、この国家の運命は決定的になった。1936年7月11日、緊張を緩和するためにシュシュニックはドイツとの間に7月合意を結び、オーストリアの主権を認めさせたが、見返りとして1934年の7月一揆の共謀者数名を刑務所から釈放し、ナチスの側近であるエドムント・グレイズ・ホルステナウやグイド・シュミットをシュシュニック内閣に入閣させ、アルトゥル・ザイス・インクヴァルトを国家評議員に就任させた。だが、オーストリア・ナチス党は依然として非合法のままだった。
1938年2月12日、ヒトラーはシュシュニックをベルクホーフに呼び、ナチ党の再加盟とオーストリアへの国防軍の侵略への道を開くためにオーストリア参謀長アルフレッド・ヤンサをフランツ・ベーメに交代させた。また、オーストリア・ナチス党指導者のインクヴァルトを内務大臣に任命するよう強制した。
窮地に立たされたシュシュニックは、オーストリアの独立の是非を問う国民投票の実施を発表した。 さらに、賛成票を増やすため、オーストリア社会民主党に対して、国民投票に協力する代わりに社会民主党とその傘下の労働組合の禁止を解き、一党独裁制を崩壊させることに同意した。だが、この動きは遅すぎた。シュシュニックは3月11日に、ドイツの圧力の下でついに辞任を余儀なくされ、後任にインクヴァルトが就任した。2日後、オーストリアがドイツに併合されたアンシュルスの直後に、祖国戦線は禁止された。
第二次世界大戦後の1945年、ユリウス・ラーブやレオポルト・フィグルなどといった祖国戦線の元メンバーが保守的なキリスト教民主主義の政党オーストリア国民党（ÖVP）を設立し、オーストリアの二大政党の1つとなった。かつて祖国戦線とは異なり、ÖVPは民主主義を約束し、宗教をあまり重視しなかった。